# Пазенко, Станислав Фёдорович
Станислав Фёдорович Пазенко (род. 25 марта 1942, Кривой Рог, Днепропетровская область) — советский и украинский актёр театра и кино, Заслуженный деятель искусств Украины (1998), член Национального союза кинематографистов Украины. Брат Народного артиста УССР Анатолия Пазенко и отец российского актёра Егора Пазенко.

## Биография
Родился 25 марта 1942 года в посёлке Долгинцево (ныне в составе Долгинцевского района города Кривой Рог) Днепропетровской области УССР.
В 1961 году окончил Запорожский алюминиевый техникум (ныне Запорожский электротехнический колледж ЗНТУ).
В 1966 году окончил Государственный институт театрального искусства имени А. Луначарского (курс Николая Пажитнова).
Работал в Рязанском государственном театре драмы, в Казанском большом драматическом театре имени В. И. Качалова, в Симферопольском театре русской драмы имени Максима Горького.
В 1979—1986 годах работал в Театре драмы и комедии на левом берегу Днепра: актёр, директор-распорядитель и директор.
В 1986—2005 годах работал на различных руководящих должностях в области культуры и искусства, на дипломатической должности в МИД Украины.
На сцену Театра драмы и комедии на левом берегу Днепра вернулся в 2005 году, окончательно ушёл из театра в 2013 году.

## Творческая деятельность

### Роли в театре

#### Киевский академический театр драмы и комедии на левом берегу Днепра
- Челак — «Высшая точка — любовь» Р. Феденева (1979);
- Новицкий — «Тревога» А. Петрашкевича (1979);
- Авдей Можаренков — «Молва» Афанасия Салинского (1981);
- Аня Иволгин — «Настасия Филипповна» Фёдора Достоевского (1982);
- Секретарь обкома — «Правда памяти» А. Абдуллина (1982);
- Пальчун — «Четыре женщины у пруда» Ю. Бездикая (1984);
- Вожак — «Оптимистическая трагедия» Всеволода Вишневского (1986);
- Крутицкий — «Я вам нужен, господа!» по пьесе Александра Островского «На каждого мудреца достаточно глупо» (2005);
- Стариков — «Женитьба» Николая Гоголя (2005);
- Александр Владимирович Серебряков — «26 комнат» Антона Чехова (2006);
- Никулин — «Голубчики мои…!» Фёдора Достоевского, Александра Володина (2006);
- Лорд Гестингс и Лорд-мэр — «Ричард III» Уильяма Шекспира (2008);
- Ревкин — «Играем Чонкина» по роману Владимира Войновича «Жизнь и необычайные приключения солдата Ивана Чонкина» (2009).

### Фильмография
- Тайна партизанской землянки (1974) — Павел Белоус;
- Лючия ди Ламмермур (1980);
- Контрудар (1985) — адъютант Ватутина;
- «Украина в огне».

## Награды
- Заслуженный деятель искусств Украины (23 июля 1998)[2];
- Орден «За заслуги» (Украина) III степени (27 марта 2012)[3].

## Семья
- Брат — Анатолий Фёдорович Пазенко (1 сентября 1934 — 21 января 2008) — советский и украинский актёр театра и кино, педагог, профессор (1988). Народный артист Украинской ССР (1987);
- Жена — Маргарита Георгиевна Бондарева (29 августа 1937 — 16 февраля 2020) — театральная актриса;
- Сын — Егор Пазенко (род. 25 февраля 1972, Симферополь) — российский актёр театра и кино.